# Eresia dismorphina
Eresia dismorphina är en fjärilsart som beskrevs av Butler 1872. Eresia dismorphina ingår i släktet Eresia och familjen praktfjärilar. Inga underarter finns listade i Catalogue of Life.